# معركة سيكيغاهارا
معركة سيكيغاهارا (باليابانية: 関ヶ原の戦い سيكيغاهارا نو تاتاكاي) والمعروفة شعبيا باسم معركة الفصل في الحكم (باليابانية: 天下分け目の戦い تيناكاواكه نو تاتاكاي) كانت معركة حاسمة جرت في يوم 21 أكتوبر 1600 والتي مهّدت الطريق إلى قيام شوغونية توكوغاوا. على الرغم من أن الأمر استغرق ثلاث سنوات أخرى لتدعيم السيطرة على عشيرة تويوتومي والدايميو، إلا أن سيكيغاهارا تعتبر على نطاق واسع هي البداية غير الرسمية لشوغونية توكوغاوا، آخر عائلة شوغون تسيطر على اليابان.

## الخلفية والذريعة
على الرغم من أن تويوتومي هيده-يوشي كان قد تمكّن من توحيد اليابان وتوطيد سلطته بعد حصار أوداوارا في 1590، إلا أن غزو كوريا الذي مُني بالفشل أضعف سلطة عشيرة تويوتومي، فضلا عن سلطة الموالين والبيروقراطيين التابعين لخدمة ودعم عشيرة تويوتومي خاصة بعد وفاة هيده-يوشي. تفاقمت الصراعات الداخلية بعد وفاة هيده-يوشي وأخيه هيده-ناغا وتطور الوضع إلى صراعات مفتوحة. وعلى اعتبار أن عشيرة تويوتومي قد انحدرت من طبقة الفلاحين، فلا هيده-يوشي أو أي من ورثته سوف يعترف به على أنه شوغون.
كان كاتو كيوماسا، وفوكوشيما ماسانوري من أشهر النقاد لسياسات تابعي هيده-يوشي من أمثال إيشيدا ميتسوناري، وكونيشي يوكيناغا.
استفاد توكوغاوا إياسو من هذا الوضع وعينهما من كبار قواده من أجل زيادة إضعاف عشيرة تويوتومي.

## البداية
لم يعد لتوكوغاوا من منافس من حيث الأقدمية أو الرتبة، والسمعة والتأثير العام داخل عشيرة تويوتومي بعد وفاة المستشار توشيي مايدا. بدأت الشائعات تنتشر والتي تقول بأن إياسو هو الوحيد الباقي على قيد الحياة من حلفاء أودا نوبوناغا وبأنه سيستولي على تركة هيده-يوشي مثلما فعل الأخير في تركة نوبوناغا. وكان هذا واضحا لا سيما بين البيروقراطيين الموالين للحكومة.
بعد ذلك علم بوجود مؤامرة لاغتيال إياسو، واقد اتهم العديد من الموالين لتويوتومي، بما في ذلك ابن توشيه توشيناغا. ومع ذلك فإن كاغه-كاتسو أوه-سوغي أحد مستشاري هيده-يوشي قبل التحدي وبدأ ببناء قوته العسكرية. عندما طالب إياسو رسميا أن يدين له وطالبه أنه يأتي إلى كيوتو لتوضيح موقفه أمام الإمبراطور، فإن كبير مستشاري كاجيكاتسو نويه كانه-تسوغو أجاب بهجمة معاكسة للسخرية من إياسو بطريقة أغضبته.
بعد ذلك، استدعى إياسو العديد من أنصاره وقادهم شمالا إلى مهاجمة عشيرة أويه-سوغي، ولكن إيشيدا ميتسوناري انتهز الفرصة، ونهض لإنشاء تحالف لتحدي أنصار إياسو وقام باحتجاز عدد من الدايميو كرهائن في قلعة أوساكا.
ترك إياسو بعض قوات ليقودها داته ماسامونه في حصار أويه-سوغي وقاد قواته غربا للتصدي للقوى الغربية. غادر بعض الدايميو وأشهرهم سانادا ماسايوكي تحالف إياسو، على الرغم من أن معظمهم سواء من حاملي الضغينة على ميتسوناري أو من مواليه قد بقوا مع إياسو.

## المعركة
اجتمع ميتسونار، في قلعة ساواياما مع أوتاني يوشيتسوغو، ماشيتا ناغاموري وإيكيه أنكوكوجي. وهنا أقام التحالف، ليكون موري تيراموتو على رأسه، والذي فعلا لم يشارك في المعركة.
أعلن ميتسوناري رسميا الحرب على إياسو وتوجه لحصار قلعة فوشيمي التي تحميها قوات توكوغاوا في 19 يوليو. بعد ذلك، استولت القوات الغربية على مختلف المواقع الاستيطانية لتوكوغاوا في منطقة كانساي خلال شهر واحد، ومن ثم توجهت القوات الغربية إلى مقاطعة مينو، حيث يقع سهل سيكيجاهارا.
تلقى إياسو في إيدو أنباء عن الحالة في كانساي وقرر نشر قواته. وكان قد طلب من بعض دايميو تويوتومي السابق الانخراط مع القوات الغربية بينما يقسم قواته ويسير غربا على طريق توكايدو نحو قلعة أوساكا.
أما ابن إياسو هيديتادا فقد قاد مجموعة أخرى من خلال ناكاساندو. إلا ذلك قوات هيده-تادا غارقت أثناء محاولته حصار قلعة أويدا التي يسيطر عليها سانادا ماسايوكي. وعلى الرغ من أن قوات توكوغاوا كان قد بلغ عددها حوالي 38000، لم تستطع التغلب على مجرد ألفي جندي تابع لسانادا بسبب جدران القلعة ذات الموقف الاستراتيجي المتفوق. وفي الوقت نفسه كان 15 ألف جندي لتويوتومي محاصرين من قبل 500 جندي تحت إمرة فوجيتاكا هوسوكاوا في قلعة تانابه في محافظة واكاياما.
ومع وصول الأخبار بأن إياسو يتجه نحو أوساكا، قام ميتسوناري بالتخلي عن موقعه وسار إلى سيكيغاهارا. وفي سبتمبر 1600 بدأ الجانبان بنشر قواتهما. حيث أن الجيش الشرقي لإياسو كان يضم من الرجال 88,888، بينما الجيش الغربي التابع لميتسوناري ضم من الرجال 81,890.

## سقوط جيش غربي
على الرغم من أن القوات الغربية كان لها مزايا تكتيكية هائلة، فقد كان إياسو قد اتصل بالعديد من الدايمو في الطرف الغربي، معطيا لهم وعودا بأراضي وتسهيلات بعد المعركة طالبا منهم تبديل الجوانب. أدى ذلك ببعض قادة الغرب الذين يشغلون مناصب رئيسية بالتردد عند الضغط على إرسال قوات التعزيزات أو الانضمام إلى المعركة التي كانت قد بدأت بالفعل.
كان موري هيديموتو وهيدياكي كوباياكاوا هما أجد هؤلاء الدايميو. حيث كانوا في مواضع إستراتيجية بحيث إذا قرروا الإغلاق على القوات الشرقية، فإن إياسو سيجد نفسه محاطا من ثلاثة جوانب. إلا أن هيده-موتو اهتز بوعود إياسو كما أنه أيضا إقنع هيروي كيكاوا بعدم المشاركة في المعركة.
تفككت القوى الغربية وتبعثر القادة وهربوا، حيث تمكن البعض مثل هايدي أوكيتا من الفرار، بينما آخرون مثل ساكون أصيب بطلق من الرصاص، وآخرين مثل أوتاني يوشيتسوغو قاموا بالانتحار. وقد كان ميتسوناري ويوكيناغا وإيكيه بعض الذين اعتقلوا، والقليل مثل تيراموتو موري ويوشيهيرو شيمازو كانوا قادرين على العودة إلى مقاطعاتهم. نفّذ الإعدام بإيشيدا ميتسوناري فيما بعد.

## وصلات خارجية
- موقع سينغوكو دايميو.